# Xantopterina
La xantopterina è un pigmento giallo derivato dal tegumento delle vespe o dei calabroni o dalle ali delle farfalle, ma rintracciabile anche nelle urine dei mammiferi. La xantopterina è un inibitore della xantina ossidasi e, come le altre pterine, è un componente essenziale dell'acido folico. Alcuni microorganismi sono in grado di convertire la xantoperina ad acido folico. La molecola sembra poter inibire la crescita dei linfociti stimolata dalla concanavalina (una lecitina estratta dai baccelli della fava). Ne sono stati riscontrati livelli elevati in pazienti con malattia epatica ed emolisi. Alcuni studi sperimentali in vitro suggeriscono che la molecola sarebbe anche dotata di una certa attività ematopoietica in diversi animali anemici.

Alcuni studi sperimentali hanno dimostrato che la molecola può favorire i processi di riepitelizzazione e di cicatrizzazione della cornea lesa.
È stato suggerito che alcune vespe e calabroni (particolarmente il calabrone orientale) sono in grado di utilizzare la xantopterina come molecola che raccoglie l'energia dei fotoni della luce solare e della luce ultravioletta e la trasforma in energia metabolica: questo fatto potrebbe spiegare perché gli insetti sono più attivi quando l'intensità della luce è maggiore.

Quale sia il meccanismo biochimico che permette la conversione della luce del sole in energia non è chiaro e rimane un'area importante di ricerca scientifica.

## Usi clinici
La xantopterina entra nella composizione di alcune pomate oftalmiche la cui applicazione è indicata nel trattamento di ferite corneali traumatiche e chirurgiche, lesioni ulcerative, cheratiti erpetiche e ustioni da agenti caustici e da calore. In commercio sono disponibili pomate oftalmiche associate a numerose vitamine, antibiotici ed altre sostanze. Si riconoscono associazioni di xantopterina con vitamina A, vitamina E, vitamina B2, vitamina D2, con calcio pantotenato, con antibiotici (cloramfenicolo, rolitetraciclina, colistimetato sodico), con idoxuridina, con eparina.

## Effetti collaterali
L'applicazione topica della pomata oftalmica può comportare la comparsa di fenomeni irritativi. Sono possibili reazioni di sensibilizzazione quali bruciore, orticaria, dermatiti, edema angioneurotico.

## Controindicazioni
Il farmaco è controindicato in caso di ipersensibilità nota.